# Bensaúde & C.ª, L.da
A Bensaude & C.ª, L.da é uma das mais importantes firmas portuguesas, com característico e representativo lugar no comércio de Portugal e, em especial, na valorização económica do Arquipélago Açoriano.

## História
Foi constituída em 1872, mas, antes desta data, exerceram a sua actividade nos Açores, outras casas da família Bensaude. Na Ilha de São Miguel existia, cerca de 1830, uma casa de nome Salomão Bensaude, mais tarde Salomão Bensaude & Filho, e, na Ilha do Faial, pela mesma época, a casa comercial Elias Bensaude.
Em 1872, constituiu-se, em Ponta Delgada, a firma Bensaude & C.ª, sociedade em nome colectivo, com o capital de 142.118$000 réis, sendo sócios, em partes iguais, Abraão Bensaude, filho do falecido Salomão Bensaude, e Henrique e Walter Bensaude, filhos do falecido Elias Bensaude. Deixou, então, de existir a Casa Elias Bensaude, do Faial, mas continuou a existir a Casa Salomão Bensaude & Filho, de São Miguel, da qual era único sócio e Gerente Abraão Bensaude.
Em 1873, aumentou-se o capital da Bensaude & C.ª para 500.000$000 réis, pela reunião dos fundos das duas Casas Bensaude & C.ª e Bensaude & Filho, deixando de existir esta última. Os Sócios eram os anteriores: Abraão, Henrique e Walter.
Em 1912, entrou a viúva D. Emília Bensaude, por falecimento de seu marido, Abraão.
Em 1919, entrou Vasco Bensaude, pela cedência de D. Emília duma parte da sua quota. Nesse mesmo ano de 1919, pelo falecimento de D. Emília, entrou Joaquim Bensaude.
Em 1921, faleceu Walter Bensaude.
Em 1924, faleceu Henrique Bensaude, ficando únicos sócios Vasco e Joaquim Bensaude.
Em 1927, a sociedade comercial em nome colectivo foi transformada em sociedade por quotas de responsabilidade limitada.
Em 1928, entrou para ela Jacques Bensaude.
Posteriormente, integraram-na Miguel Bensaude e Filipe Bensaude.